# Marko Baacke
Marko Baacke (ur. 10 lutego 1980 we Friedrichroda) – niemiecki kombinator norweski, złoty medalista mistrzostw świata oraz dwukrotny medalista mistrzostw świata juniorów.

## Kariera
W Pucharze Świata Marko Baacke zadebiutował 3 stycznia 2000 roku w Oberwiesenthal, gdzie zajął 45. miejsce w sprincie. Tym samym już w swoim debiucie wywalczył pierwsze pucharowe punkty (w sezonach 1993/1994-2001/2002 obowiązywała inna punktacja Pucharu Świata). Punktował we wszystkich pozostałych konkursach sezonu 1999/2000, najlepszy wynik osiągając 6 lutego 2000 roku w Hakubie, gdzie był dziesiąty. W klasyfikacji generalnej uplasował się na 31. pozycji. W 2000 roku osiągnął też pierwszy sukces w karierze zdobywając srebrne medale w sprincie i konkursie metodą Gundersena na mistrzostwach świata juniorów w Štrbskim Plesie.
Najlepsze wyniki osiągnął w sezonie 2000/2001. W zawodach pucharowych ośmiokrotnie plasował się w czołowej dziesiątce, w tym trzy razy stawał na podium: 2 grudnia 2000 roku w Kuopio i 27 stycznia 2001 roku w Steamboat Springs był drugi, a 9 marca 2001 roku w Oslo zajął trzecie miejsce. Wyniki te pozwoliły mu zająć siódme miejsce w klasyfikacji generalnej. Na mistrzostwach świata w Lahti w 2001 roku osiągnął największy sukces w swojej karierze, zdobywając złoty medal w sprincie. Po skokach zajmował drugie miejsce za Jaakko Tallusem z Finlandii, lecz na mecie biegu stawił się pierwszy, wyprzedzając Fina Samppę Lajunena i swego rodaka Ronny'ego Ackermanna. W konkursie metodą Gundersena spisał się słabiej, kończąc rywalizację na ósmym miejscu, uzyskując jednocześnie najlepszy wynik spośród reprezentantów Niemiec. W zawodach drużynowych Niemcy z Baacke w składzie zajęli czwarte miejsce, przegrywając walkę o brązowy medal z Finami.
Baacke startował w zawodach do 2004 roku, ale sukcesów już nie osiągał. W trzeciej edycji Letniego Grand Prix w kombinacji norweskiej zajął szóste miejsce w klasyfikacji końcowej, raz stając na podium – 2 września 2000 roku w Stams zwyciężył. Nie brał udziału w igrzyskach olimpijskich w Salt Lake City w 2002 roku, ale wystąpił w sprincie na rozgrywanych rok później mistrzostwach świata w Val di Fiemme. Nie zdołał jednak obronić tytułu wywalczonego rok wcześniej, zajmując dopiero 23. miejsce. W 2004 roku zakończył karierę.

## Osiągnięcia

### Mistrzostwa świata
| Miejsce | Dzień     | Rok  | Miejscowość   | Konkurencja          | Wynik zwycięzcy | Strata  | Zwycięzca        |
| ------- | --------- | ---- | ------------- | -------------------- | --------------- | ------- | ---------------- |
| 8.      | 15 lutego | 2001 | Lahti         | Gundersen K-90/15 km | 39:26,7         | +2:45,2 | Bjarte Engen Vik |
| 4.      | 20 lutego | 2001 | Lahti         | Sztafeta K-90/4x5 km | 48:54,1         | +53,5   | Norwegia         |
| 1.      | 24 lutego | 2001 | Lahti         | Sprint K-116/7,5     | 19:40,3         | -       |                  |
| 23.     | 28 lutego | 2003 | Val di Fiemme | Sprint K120/7,5 km   | 18:47,8         | +2:43,9 | Johnny Spillane  |

### Mistrzostwa świata juniorów
| Miejsce | Dzień       | Rok  | Miejscowość   | Konkurencja          | Wynik zwycięzcy | Strata  | Zwycięzca         |
| ------- | ----------- | ---- | ------------- | -------------------- | --------------- | ------- | ----------------- |
| 2.      | 25 stycznia | 2000 | Štrbské Pleso | Gundersen K90/15 km  | 28:53,1         | +4,5    | Aleksiej Cwietkow |
| 2.      | 26 stycznia | 2000 | Štrbské Pleso | Sprint K90/7,5 km    | 12:14,9         | +7,3    | Petter Kukkonen   |
| 4.      | 28 stycznia | 2000 | Štrbské Pleso | Sztafeta K-90/3x5 km | 56:52,3         | +1:06,2 | Finlandia         |

### Puchar Świata

#### Miejsca w klasyfikacji generalnej
- sezon 1999/2000: 31.
- sezon 2000/2001: 7.
- sezon 2002/2003: 33.

#### Miejsca na podium chronologicznie
| Nr | Data             | Miejscowość       | Konkurencja          | Wynik zwycięzcy | Pozycja | Strata  | Zwycięzca         |
| -- | ---------------- | ----------------- | -------------------- | --------------- | ------- | ------- | ----------------- |
| 1. | 2 grudnia 2000   | Kuopio            | Gundersen K90/15 km  | ?               | 3.      | +26,5   | Felix Gottwald    |
| 2. | 27 stycznia 2001 | Steamboat Springs | Gundersen K120/15 km | ?               | 2.      | +3,8    | Sebastian Haseney |
| 3. | 9 marca 2001     | Oslo              | Sprint K120/7,5 km   | ?               | 3.      | +1:16,4 | Felix Gottwald    |

### Puchar Kontynentalny

#### Miejsca w klasyfikacji generalnej
- sezon 1997/1998: 84.
- sezon 1998/1999: 40.
- sezon 2003/2004: 76.

#### Miejsca na podium chronologicznie
| Nr | Data            | Miejscowość            | Konkurencja          | Wynik zwycięzcy | Pozycja | Strata | Zwycięzca    |
| -- | --------------- | ---------------------- | -------------------- | --------------- | ------- | ------ | ------------ |
| 1. | 9 stycznia 1999 | Garmisch-Partenkirchen | Gundersen K115/15 km | ?               | 2.      | ?      | Andrea Longo |
| 2. | 20 grudnia 1999 | Reit im Winkl          | Gundersen K90/15 km  | ?               | 1.      | -      | -            |

### Letnie Grand Prix

#### Miejsca w klasyfikacji generalnej
- 2000: 6.
- 2001: 17.
- 2003: 20.

#### Miejsca na podium chronologicznie
| Nr | Data            | Miejscowość | Konkurencja             | Wynik zwycięzcy | Pozycja | Strata | Zwycięzca |
| -- | --------------- | ----------- | ----------------------- | --------------- | ------- | ------ | --------- |
| 1. | 2 września 2000 | Stams       | Start masowy K120/10 km | ?               | 1.      | -      | -         |